# Burundi i olympiska sommarspelen 2012
Burundi deltog i de olympiska sommarspelen 2012 som äger rum i London i Storbritannien mellan den 27 juli och den 12 augusti 2012. Ingen av landets deltagare erövrade någon medalj.

## Friidrott
- Huvudartikel: Friidrott vid olympiska sommarspelen 2012

Förkortningar
- Notera – Placeringar gäller endast den tävlandes eget heat
- Q = Kvalificerade sig till nästa omgång via placering
- q = Kvalificerade sig på tid eller, i fältgrenarna, på placering utan att ha nått kvalgränsen
- NR = Nationellt rekord
- N/A = Omgången inte möjlig i grenen
- Bye = Idrottaren behövde inte delta i omgången

Herrar
Bana och väg
| Idrottare         | Gren    | Heat     | Heat      | Final            | Final            |
| Idrottare         | Gren    | Resultat | Placering | Resultat         | Placering        |
| ----------------- | ------- | -------- | --------- | ---------------- | ---------------- |
| Olivier Irabaruta | 5 000 m | 13:46.25 | 14        | Gick inte vidare | Gick inte vidare |

Damer
Bana och väg
| Idrottare          | Gren    | Heat     | Heat      | Semifinal | Semifinal | Final    | Final     |
| Idrottare          | Gren    | Resultat | Placering | Resultat  | Placering | Resultat | Placering |
| ------------------ | ------- | -------- | --------- | --------- | --------- | -------- | --------- |
| Francine Niyonsaba | 800 m   | 2:07.57  | 1 Q       | 1:58.67   | 2 Q       | 1:59.63  | 7         |
| Diane Nukuri       | Maraton | i.u.     | i.u.      | i.u.      | i.u.      | 2:30:12  | 31        |

## Judo
Damer
| Idrottare           | Gren                   | Sextondelsfinal          | Åttondelsfinal       | Kvartsfinal          | Semifinal            | Återkval             | Bronsmatch           | Final                | Final            |
| Idrottare           | Gren                   | Motståndare Resultat     | Motståndare Resultat | Motståndare Resultat | Motståndare Resultat | Motståndare Resultat | Motståndare Resultat | Motståndare Resultat | Placering        |
| ------------------- | ---------------------- | ------------------------ | -------------------- | -------------------- | -------------------- | -------------------- | -------------------- | -------------------- | ---------------- |
| Odette Ntahonvukiye | Halv tungvikt (-78 kg) | Koumba (GAB) L 0000–0020 | Gick inte vidare     | Gick inte vidare     | Gick inte vidare     | Gick inte vidare     | Gick inte vidare     | Gick inte vidare     | Gick inte vidare |